# The Awakening (album de Lord Finesse)
Pour les articles homonymes, voir Awakening.
Albums de Lord Finesse
Return of the Funky Man
(1992) From the Crates to the Files: The Lost Sessions
(2003)
Singles
1. Hip 2 da Game
Sortie : 28 octobre 1995
2. Gameplan
Sortie : 9 janvier 1996

The Awakening est le troisième album studio de Lord Finesse, sorti le 20 février 1996.
L'album s'est classé 32e au Heatseekers et 36e au Top R&B/Hip-Hop Albums.

## Liste des titres
| No  | Titre                                                                                         | Contient un (des) sample(s) de | Durée |
| --- | --------------------------------------------------------------------------------------------- | --- | ----- |
| 1.  | Da Sermon (Intro) (Produit par Lord Finesse)                                                  | | 2:16  |
| 2.  | Time Ta Bounce (featuring Doo-Wop – Produit par Lord Finesse)                                 | | 1:22  |
| 3.  | True and Livin' (Produit par Lord Finesse)                                                    | Funky President (People It's Bad) de James Brown Nobody Beats the Biz de Biz Markie featuring T.J. Swan Fool Yourself de Little Feat You're Getting a Little Too Smart des Detroit Emeralds                                                                                      | 4:42  |
| 4.  | O' Lord (featuring O.C. – Produit par Lord Finesse)                                           | | 1:22  |
| 5.  | Brainstorm /P.S.K. (No Gimmicks Remix) (featuring KRS-One et O.C. – Produit par Lord Finesse) | A Divine Image de David Axelrod Ironside de Quincy Jones Cannon Raps du Cannonball Adderley Quintet Come On de The Notorious B.I.G. featuring Sadat X The Basement de Pete Rock & C.L. Smooth et Heavy D featuring Deda, Grap Luva et Rob-O                                      | 4:46  |
| 6.  | Taking It Lyte (featuring MC Lyte – Produit par Lord Finesse)                                 | Stefanie de James Moody | 1:06  |
| 7.  | Gameplan (featuring Melanie « Missy » Coakley – Produit par Lord Finesse)                     | San Juan Sunset de Deodato E.V.A. de Jean-Jacques Perrey Kama Part 1 du Michal Urbaniak's Fusion The Harlem Buck Dance Strut de Les McCann Dreams de Ramsey Lewis Outside Love de Brethren                                                                                       | 5:10  |
| 8.  | Words from da Ak (featuring Akinyele – Produit par Lord Finesse)                              | Safari de Frank Walton | 1:34  |
| 9.  | Flip da Style (Produit par Lord Finesse)                                                      | | 3:43  |
| 10. | Showtime (featuring Showbiz – Produit par Lord Finesse)                                       | Diggin' in the Crates de Showbiz & A.G. featuring Diamond D et Lord Finesse | 1:04  |
| 11. | Speak Ya Peace (featuring A.G., Diamond D et Marquee – Produit par Myke Loe)                  | Naima de Tom Scott and The California Dreamers The Harlem Buck Dance Strut de Les McCann The Basement de Pete Rock & C.L. Smooth et Heavy D featuring Deda, Grap Luva et Rob-O On and On de Pete Rock & C.L. Smooth Just Rhymin' With Biz de Big Daddy Kane featuring Biz Markie | 4:55  |
| 12. | Food for Thought (Produit par Lord Finesse)                                                   | Remind Me de Patrice Rushen Ain't No Half-Steppin' de Big Daddy Kane Go Stetsa I de Stetsasonic | 4:05  |
| 13. | Da Kid Himself (featuring Kid Capri – Produit par Lord Finesse)                               | Who's Making Love de Lou Donaldson | 0:45  |
| 14. | Hip 2 da Game (Produit par Lord Finesse)                                                      | Dream of You d'Oscar Peterson Tramp d'Otis Redding et Carla Thomas My Thang de James Brown You're Getting a Little Too Smart des Detroit Emeralds | 4:03  |
| 15. | No Gimmicks (featuring KRS-One – Produit par Lord Finesse)                                    | School Boy Crush de l'Average White Band Bronx Tale de Fat Joe featuring KRS-One | 5:46  |

| 16. | Actual Facts (featuring Grand Puba, Large Professor et Sadat X – Produit par Lord Finesse) | The Smile de David Axelrod Move the Crowd d'Eric B. & Rakim I Wanna Be Down (The Human Rhythm Hip Hop Mix) de Brandy featuring Queen Latifah, MC Lyte et Yo-Yo | 5:09 |